# Mazda Secret Hideout
Le Mazda Secret Hideout est un concept car du constructeur automobile Japonais Mazda, présenté en 2001.
Il s'agit d'un monospace compact à cinq portes conçu pour quatre à cinq passagers, son nom peut être traduit par "cachette secrète" en référence à l'ingéniosité de son espace intérieur dont les sièges peuvent se transformer en lit. Il adopte un style néo-rétro pour une clientèle jeune.
Il est motorisé par un quatre cylindres en ligne d'1,3l produisant 89 ch.